# Pouteria amygdalicarpa
Pouteria amygdalicarpa är en tvåhjärtbladig växtart som först beskrevs av Henri François Pittier, och fick sitt nu gällande namn av Terence Dale Pennington. Pouteria amygdalicarpa ingår i släktet Pouteria och familjen Sapotaceae. Inga underarter finns listade i Catalogue of Life.